# تیم ملی فوتبال افغانستان
تیم ملی فوتبال افغانستان زیر مجموعه فدراسیون فوتبال افغانستان (AFF) است. که در سال ۱۹۲۲ تأسیس شد و در سال ۱۹۴۸ به عضویت فیفا در آمد، و اولین بازی ملی خود را در سال ۱۹۴۱ در برابر ایران در کابل انجام دادند. سپس افغانستان در سال ۱۹۴۸ به فیفا و در سال ۱۹۵۴ به اِی‌اِف‌سی به عنوان یکی از اعضای مؤسس پیوست. آنها بازی های خانگی خود را در ورزشگاه غازی در کابل پایتخت افغانستان برگزار می کنند. در سال ۲۰۱۳، افغانستان قهرمان مسابقات قهرمانی فوتبال جنوب آسیا ۲۰۱۳ شد و "جایزه بازی جوانمردانه فیفا" را از آن خود کرد. افغانستان تا به حال به جام ملت های آسیا راه نیافته است.

## تصور تیم

### لباس
از سال ۲۰۰۲ تا ۲۰۰۴، برند ورزشی ژاپنی اسیکس اسپانسر تیم ملی بود. از سال ۲۰۰۵ برند ورزشی آلمانی آدیداس تا سال ۲۰۰۸ اسپانسر تیم ملی بود و در سال ۲۰۰۹ برند ورزشی دانمارکی هومل تیم ملی را تجهیز کرد. در سال ۲۰۱۱، فدراسیون فوتبال افغانستان قراردادی چهار ساله با هومل امضا کرد تا تمامی لباس‌های ورزشی را از سال ۲۰۱۱ تا ۲۰۱۵ برای تیم‌های ملی مردان و زنان فراهم کند. در ۶ مارس ۲۰۱۵، فدراسیون فوتبال افغانستان قرارداد چهار ساله جدیدی را تا سال ۲۰۱۹ با هومل امضا کرد. در ۲۷ آوریل ۲۰۱۵، فدراسیون فوتبال افغانستان قراردادی را با یک اسپانسر جدید به نام گروه شرکت الکوزی امضا کرد. این اسپانسر روی پیراهن تیم ملی خواهد بود. هومل در سال ۲۰۱۶ کیت های جدید را برای افغانستان منتشر کرد.
| سال          | برند پوشاک | اسپانسر                   |
| ------------ | ---------- | ------------------------- |
| ۲۰۰۹ – ۲۰۲۰  | هومل       | ای‌جی‌سی (گروه شرکت الوکزی) |
| ۲۰۲۰-۲۰۲۴    | جاکو       | ای‌جی‌سی (گروه شرکت‌ الوکزی) |
| ۲۰۲۴-تا کنون | six5six    | ای‌جی‌سی (گروه شرکت الوکزی) |

## تاریخچه مربیان
تا تاریخ تا ۲ مارس ۲۰۲۵
- نداشت (۱۹۴۱–۱۹۷۵)
- سالنکو (۱۹۷۵–۱۹۷۶)
- سرگی سالنیکوف (۱۹۷۶–۱۹۷۷)
- نیکولای افیموف (۱۹۷۶–۱۹۷۷)
- اسلام گل (۱۹۷۷–۱۹۷۹)
- سید احمدضیا مظفری (۱۹۷۹–۱۹۸۱)
- خاوجا عزیز (۱۹۸۱–۱۹۸۷)
- گنادی ساریچف (۱۹۸۷–۱۹۸۸)
- نداشت[note ۱] (۱۹۸۸–۲۰۰۳)
- میر علی اصغر اکبرزاده (۲۰۰۳–۲۰۰۴)
- محمد یوسف کارگر (۲۰۰۴–۲۰۰۵)
- کلاوس استورک (۲۰۰۵–۲۰۰۸)
- محمد یوسف کارگر (۲۰۰۸–۲۰۱۳)
- اریش روتومایلر (موقت) (۲۰۱۴–۲۰۱۵)
- حسین صالح (موقت) (۲۰۱۵)
- اسلاون اسکلدزیج (۲۰۱۵)
- پیتر شگرت (۲۰۱۵–۲۰۱۶)
- انوش دستگیر (موقت) (۲۰۱۶–۲۰۱۷)
- اوتو پفیستر (۲۰۱۷–۲۰۱۸)
- انوش دستگیر (۲۰۱۸–۲۰۲۳)

- عبد‌اللّٰه المطیری (۲۰۲۳)
- اشلی وستوود (۲۰۲۳–۲۰۲۴)
- عثمان توشف(۲۰۲۴-تا کنون)

## نتایج و مسابقات

### مسابقات در سطح کشور و قاره
اولین مسابقه این تیم در ۱ ژانویه سال ۱۹۴۱ در مقابل تیم ملی ایران صورت گرفت که با برد ۱:۰ افغانستان به پایان رسید.
| تاریخ                           | محل برگزاری       | تیم # ۱   | تیم # ۲      | نتیجه | مسابقه                        |  |
| ۱ ژانویه ۱۹۴۱                   | تهران، ایران      | ایران     | افغانستان    | 1:0   | بازی دوستانه                  |  |
| مدتی پس از بازی اول در سال ۱۹۴۱ | کابل، افغانستان   | ایران     | افغانستان    | ۰:۰   | بازی دوستانه                  |  |
| ۱۳۲۹ خورشیدی                    | کابل، افغانستان   | تاج ایران | افغانستان    | ۲:۳   | بازی دوستانه                  |  |
| ۸ اکتبر ۲۰۰۷                    | دمشق، سوریه       | سوریه     | افغانستان    | ۰:۳   | مقدماتی جام جهانی ۲۰۱۰        |  |
| ۲۶ اکتبر ۲۰۰۷                   | دوشنبه، تاجیکستان | افغانستان | سوریه        | ۲:۱   | مقدماتی جام جهانی ۲۰۱۰        |  |
| ۵ می ۲۰۰۸                       | بیشکک، قرقیزستان  | بنگلادش   | افغانستان    | ۰:۰   | چلنج کاپ آسیا ۲۰۰۸            |  |
| ۷ مه ۲۰۰۸                       | بیشکک، قرقیزستان  | قرقیزستان | افغانستان    | ۱:۰   | چلنج کاپ آسیا ۲۰۰۸            |  |
| ۴ ژوئن ۲۰۰۸                     | کولمبو، سریلانکا  | سریلانکا  | افغانستان    | ۲:۲   | جام فدراسیون فوتبال جنوب آسیا |  |
| ۶ ژوئن ۲۰۰۸                     | کولمبو، سریلانکا  | افغانستان | بنگلادش      | ۲:۲   | جام فدراسیون فوتبال جنوب آسیا |  |
| ۸ ژوئن ۲۰۰۸                     | کولمبو، سریلانکا  | افغانستان | بوتان        | ۳:۱   | جام فدراسیون فوتبال جنوب آسیا |  |
| ۳۰ ژوئیه ۲۰۰۸                   | حیدرآباد، هند     | هند       | 🇦🇫 افغانستان | ۰:۱   | چلنج کاپ آسیا ۲۰۰۸            |  |
| ۱ اوت ۲۰۰۸                      | حیدرآباد، هند     | افغانستان | ترکمنستان    | ۵:۰   | چلنج کاپ آسیا ۲۰۰۸            |  |
| ۳ اوت ۲۰۰۸                      | حیدرآباد، هند     | افغانستان | تاجیکستان    | ۴:۰   | چلنج کاپ آسیا ۲۰۰۸            |  |

دومین پیروزی تیم ملی افغانستان پس از بازشکل‌گیری در مارس ۲۰۰۳، عبارت بود از پیروزی با نتیجه ۲ بر ۱ بر تیم قرقیزستان در مرحله مقدماتی جام ملت‌های آسیا. تیم ملی افغانستان در مسابقات ۸ تیمی فدراسیون فوتبال جنوب آسیا بر تیم‌های سری‌لانکا و پاکستان با نتیجه یک بر صفر پیروز شد اما به تیم ملی هند با نتیجه چهار بر صفر باخت.
این تیم در بازی‌های مقدماتی جام جهانی ۲۰۱۰ آفریقای جنوبی در دو بازی رفت و برگشت به سوریه باخت، در بازی اول با نتیجه ۳–۰ و در بازی دوم ۲–۱. چند ماه بعد، افغانستان در بازی‌های جام چالش به مقابل لائوس، بنگلادش و قرقیزستان رفت. لائوس از بازی‌های کنار کشید، افغانستان با بنگلادش صفر مقابل صفر مساوی کرد و بازی با قرقیزستان نیز ۱–۰ به سود افغانستان به پایان رسید؛
افغانستان در اوایل ماه جون ۲۰۰۸ به مصاف سریلانکا، بوتان و بنگلادش رفت در مسابقه اول و دوم خود با تیم‌های بنگلادش و سریلانکا (میزبان) نتیجه مساوی ۲–۲ را به‌دست آورد و بعد با نتیجه ۳–۱ برابر بوتان تن به شکست داد و بدین ترتیب از صعود به دور بعدی بازماند.
تیم فوتبال افغانستان در سپتامبر ۲۰۱۳ توانست برای اولین بار قهرمان جنوب آسیا چلنج کاپ شود، این تیم توانست در فینال تیم فوتبال هندوستان را با نتیجه دو بر صفر شکست دهد و به جام قهرمانی دست یابد. بسیاری از کارشناسان این پیروزی را تولد دوباره فوتبال افغانستان می‌دانند.

### در سطح بین‌المللی

تنها حضور فوتبال افغانستان در سطح بین‌المللی مربوط به بازی‌های المپیک ۱۹۴۸ لندن است که طی آن با نتیجه ۶ بر ۰ مغلوب لوکزامبورگ شده و از دور رقابت‌ها کنار رفت. حمله نظامی شوروی و وقوع جنگ‌ها داخلی طی ۳۰ سال گذشته باعث شد که این تیم بعد از آخرین بازی خود در سال ۱۹۸۴ در جریان مسابقات مقدماتی جام ملت‌های آسیا تا سال ۲۰۰۲ تقریباً هیچ بازی بین‌المللی‌ای نداشته باشد. اولین حضور افغانستان در مسابقه‌های جهانی پس از ۲۸ سال حضور در بازی‌های آسیایی بوسان کره جنوبی سال ۲۰۰۲ بود. در این بازی‌ها تیم نوپای افغانستان چندان نتیجهٔ خوبی نگرفت. در واقع، در این بازی‌ها، افغانستان یک تیم منتخب از شهر کابل را صرف برای آغاز دوباره فوتبال بین‌المللی خود فرستاد و این یک تیم ملی نبود.
این تیم تاکنون در هیچ‌یک از مسابقات جام جهانی فوتبال حضور نداشته‌است. فدراسیون ملی فوتبال افغانستان جایزه سال ۲۰۱۳ بازی جوانمردانه را از فدراسیون بین‌المللی فوتبال (فیفا) به دست آورد. با این جایزه از دست‌آوردهای فدراسیون فوتبال افغانستان و ایجاد زیرساخت‌های فوتبال کشور تقدیر شد.
این جایزه دو شنبه شب در شهر زوریخ سوئیس به کرام الدین کرام، رئیس فدراسیون فوتبال افغانستان اهداء گردید. این نخستین بار در تاریخ فوتبال افغانستان است که به این جایزه دست می‌یابد.
فدراسیون بین‌المللی فوتبال (فیفا) درتوضیح علت اعطای جایزه بازی جوانمردانه سال ۲۰۱۳ به فدراسیون افغانستان نوشته‌است؛ «فوتبال افغانستان در یک سال گذشته با توجه ویژه به فوتبال پایه، ساختن زیرساخت‌های برای توسعه فوتبال در سراسر کشور و همچنین راه‌اندازی لیگ حرفه ای فوتبال با وجود اثرات باقی‌مانده از یک دهه جنگ گام‌های مهمی در توسعه این ورزش برداشته‌است.»

### ۲۰۲۱
| ۲۵ مه ۲۰۲۱ بازی دوستانه | اندونزی                | ۲–۳   | افغانستان                                  | دبی، امارات متحده عربی   |
| ۲۰:۰۰یوتی‌سی ۴+          | - ایگای ۵۹' - آلیس ۶۴' | گزارش | - نورالله امیری ۷' - شریفی ۴۴' - زمانی ۵۲' | ورزشگاه: ورزشگاه جبل علی |

| ۲۹ مه ۲۰۲۱ بازی دوستانه فیفا | افغانستان        | ۱–۱ | سنگاپور    | دبی، امارات متحده عربی   |
| ۱۸:۳۰یوتی‌سی ۴:۳۰+            | - ز. امیری ۹۰+۲' |     | - کواک ۴۰' | ورزشگاه: ورزشگاه جبل علی |

| ۳ ژوئن ۲۰۲۱ مقدماتی جام جهانی فوتبال ۲۰۲۲ (آسیا) – مرحله دوم | بنگلادش     | ۱–۱   | افغانستان   | دوحه، قطر                                                 |
| ۱۸:۳۰یوتی‌سی ۴:۳۰+                                            | - بارمن ۸۴' | گزارش | - شریفی ۴۸' | ورزشگاه: ورزشگاه جاسم بن حمد داور: مود بنیادیفارد (ایران) |

| ۱۱ ژوئن ۲۰۲۱ مقدماتی جام جهانی فوتبال ۲۰۲۲ (آسیا) – مرحله دوم | افغانستان    | ۱–۲   | عمان            | دوحه، قطر                                        |
| ۲۰:۱۰یوتی‌سی ۳+                                                | - پوپلزی ۲۳' | گزارش | - فواز ۱۳'، ۵۱' | ورزشگاه: ورزشگاه جاسم بن حمد داور: ما نینگ (چین) |

| ۱۵ ژوئن ۲۰۲۱ مقدماتی جام جهانی فوتبال ۲۰۲۲ (آسیا) – مرحله دوم | هند                    | ۱–۱   | افغانستان   | دوحه، قطر                                           |
| ۱۷:۰۰یوتی‌سی ۳+                                                | - عزیزی ۷۵' (گل‌به‌خودی) | گزارش | - زمانی ۸۱' | ورزشگاه: ورزشگاه جاسم بن حمد داور: علی ریدا (لبنان) |

## رکورد در مسابقات
تا تاریخ ۲ مه ۲۰۱۸

### جام جهانی
| رکورد در جام جهانی فوتبال | رکورد در جام جهانی فوتبال | رکورد در جام جهانی فوتبال | رکورد در جام جهانی فوتبال | رکورد در جام جهانی فوتبال | رکورد در جام جهانی فوتبال | رکورد در جام جهانی فوتبال | رکورد در جام جهانی فوتبال | رکورد در جام جهانی فوتبال |               | رکورد در مقدماتی جام جهانی فوتبال | رکورد در مقدماتی جام جهانی فوتبال | رکورد در مقدماتی جام جهانی فوتبال | رکورد در مقدماتی جام جهانی فوتبال | رکورد در مقدماتی جام جهانی فوتبال | رکورد در مقدماتی جام جهانی فوتبال | رکورد در مقدماتی جام جهانی فوتبال |
| سال                       | دور                       | موقعیت                    | ب‌اش                       | ب                         | ت                         | ش                         | گ‌ز                        | گ‌خ                        | ب‌اش           | ب                                 | ت                                 | ش                                 | گ‌ز                                | گ‌خ                                |                                   |                                   |
| ------------------------- | ------------------------- | ------------------------- | ------------------------- | ------------------------- | ------------------------- | ------------------------- | ------------------------- | ------------------------- | ------------- | --------------------------------- | --------------------------------- | --------------------------------- | --------------------------------- | --------------------------------- | --------------------------------- | --------------------------------- |
| جام جهانی فوتبال ۱۹۳۰     | حضور نداشت                | حضور نداشت                | حضور نداشت                | حضور نداشت                | حضور نداشت                | حضور نداشت                | حضور نداشت                | حضور نداشت                | حضور نداشت    | حضور نداشت                        | حضور نداشت                        | حضور نداشت                        | حضور نداشت                        | حضور نداشت                        |                                   |                                   |
| جام جهانی فوتبال ۱۹۳۴     | حضور نداشت                | حضور نداشت                | حضور نداشت                | حضور نداشت                | حضور نداشت                | حضور نداشت                | حضور نداشت                | حضور نداشت                | حضور نداشت    | حضور نداشت                        | حضور نداشت                        | حضور نداشت                        | حضور نداشت                        | حضور نداشت                        |                                   |                                   |
| جام جهانی فوتبال ۱۹۳۸     | حضور نداشت                | حضور نداشت                | حضور نداشت                | حضور نداشت                | حضور نداشت                | حضور نداشت                | حضور نداشت                | حضور نداشت                | حضور نداشت    | حضور نداشت                        | حضور نداشت                        | حضور نداشت                        | حضور نداشت                        | حضور نداشت                        |                                   |                                   |
| جام جهانی فوتبال ۱۹۵۰     | حضور نداشت                | حضور نداشت                | حضور نداشت                | حضور نداشت                | حضور نداشت                | حضور نداشت                | حضور نداشت                | حضور نداشت                | حضور نداشت    | حضور نداشت                        | حضور نداشت                        | حضور نداشت                        | حضور نداشت                        | حضور نداشت                        |                                   |                                   |
| جام جهانی فوتبال ۱۹۵۴     | حضور نداشت                | حضور نداشت                | حضور نداشت                | حضور نداشت                | حضور نداشت                | حضور نداشت                | حضور نداشت                | حضور نداشت                | حضور نداشت    | حضور نداشت                        | حضور نداشت                        | حضور نداشت                        | حضور نداشت                        | حضور نداشت                        |                                   |                                   |
| جام جهانی فوتبال ۱۹۵۸     | حضور نداشت                | حضور نداشت                | حضور نداشت                | حضور نداشت                | حضور نداشت                | حضور نداشت                | حضور نداشت                | حضور نداشت                | حضور نداشت    | حضور نداشت                        | حضور نداشت                        | حضور نداشت                        | حضور نداشت                        | حضور نداشت                        |                                   |                                   |
| جام جهانی فوتبال ۱۹۶۲     | حضور نداشت                | حضور نداشت                | حضور نداشت                | حضور نداشت                | حضور نداشت                | حضور نداشت                | حضور نداشت                | حضور نداشت                | حضور نداشت    | حضور نداشت                        | حضور نداشت                        | حضور نداشت                        | حضور نداشت                        | حضور نداشت                        |                                   |                                   |
| جام جهانی فوتبال ۱۹۶۶     | حضور نداشت                | حضور نداشت                | حضور نداشت                | حضور نداشت                | حضور نداشت                | حضور نداشت                | حضور نداشت                | حضور نداشت                | حضور نداشت    | حضور نداشت                        | حضور نداشت                        | حضور نداشت                        | حضور نداشت                        | حضور نداشت                        |                                   |                                   |
| جام جهانی فوتبال ۱۹۷۰     | حضور نداشت                | حضور نداشت                | حضور نداشت                | حضور نداشت                | حضور نداشت                | حضور نداشت                | حضور نداشت                | حضور نداشت                | حضور نداشت    | حضور نداشت                        | حضور نداشت                        | حضور نداشت                        | حضور نداشت                        | حضور نداشت                        |                                   |                                   |
| جام جهانی فوتبال ۱۹۷۴     | حضور نداشت                | حضور نداشت                | حضور نداشت                | حضور نداشت                | حضور نداشت                | حضور نداشت                | حضور نداشت                | حضور نداشت                | حضور نداشت    | حضور نداشت                        | حضور نداشت                        | حضور نداشت                        | حضور نداشت                        | حضور نداشت                        |                                   |                                   |
| جام جهانی فوتبال ۱۹۷۸     | حضور نداشت                | حضور نداشت                | حضور نداشت                | حضور نداشت                | حضور نداشت                | حضور نداشت                | حضور نداشت                | حضور نداشت                | حضور نداشت    | حضور نداشت                        | حضور نداشت                        | حضور نداشت                        | حضور نداشت                        | حضور نداشت                        |                                   |                                   |
| جام جهانی فوتبال ۱۹۸۲     | حضور نداشت                | حضور نداشت                | حضور نداشت                | حضور نداشت                | حضور نداشت                | حضور نداشت                | حضور نداشت                | حضور نداشت                | حضور نداشت    | حضور نداشت                        | حضور نداشت                        | حضور نداشت                        | حضور نداشت                        | حضور نداشت                        |                                   |                                   |
| جام جهانی فوتبال ۱۹۸۶     | حضور نداشت                | حضور نداشت                | حضور نداشت                | حضور نداشت                | حضور نداشت                | حضور نداشت                | حضور نداشت                | حضور نداشت                | حضور نداشت    | حضور نداشت                        | حضور نداشت                        | حضور نداشت                        | حضور نداشت                        | حضور نداشت                        |                                   |                                   |
| جام جهانی فوتبال ۱۹۹۰     | حضور نداشت                | حضور نداشت                | حضور نداشت                | حضور نداشت                | حضور نداشت                | حضور نداشت                | حضور نداشت                | حضور نداشت                | حضور نداشت    | حضور نداشت                        | حضور نداشت                        | حضور نداشت                        | حضور نداشت                        | حضور نداشت                        |                                   |                                   |
| جام جهانی فوتبال ۱۹۹۴     | حضور نداشت                | حضور نداشت                | حضور نداشت                | حضور نداشت                | حضور نداشت                | حضور نداشت                | حضور نداشت                | حضور نداشت                | حضور نداشت    | حضور نداشت                        | حضور نداشت                        | حضور نداشت                        | حضور نداشت                        | حضور نداشت                        |                                   |                                   |
| جام جهانی فوتبال ۱۹۹۸     | حضور نداشت                | حضور نداشت                | حضور نداشت                | حضور نداشت                | حضور نداشت                | حضور نداشت                | حضور نداشت                | حضور نداشت                | حضور نداشت    | حضور نداشت                        | حضور نداشت                        | حضور نداشت                        | حضور نداشت                        | حضور نداشت                        |                                   |                                   |
| جام جهانی فوتبال ۲۰۰۲     | حضور نداشت                | حضور نداشت                | حضور نداشت                | حضور نداشت                | حضور نداشت                | حضور نداشت                | حضور نداشت                | حضور نداشت                | حضور نداشت    | حضور نداشت                        | حضور نداشت                        | حضور نداشت                        | حضور نداشت                        | حضور نداشت                        |                                   |                                   |
| جام جهانی فوتبال ۲۰۰۶     | حضور نداشت                | حضور نداشت                | حضور نداشت                | حضور نداشت                | حضور نداشت                | حضور نداشت                | حضور نداشت                | حضور نداشت                | ۲             | ۰                                 | ۰                                 | ۲                                 | ۰                                 | ۱۳                                |                                   |                                   |
| جام جهانی فوتبال ۲۰۱۰     | حضور نداشت                | حضور نداشت                | حضور نداشت                | حضور نداشت                | حضور نداشت                | حضور نداشت                | حضور نداشت                | حضور نداشت                | ۲             | ۰                                 | ۰                                 | ۲                                 | ۱                                 | ۵                                 |                                   |                                   |
| جام جهانی فوتبال ۲۰۱۴     | حضور نداشت                | حضور نداشت                | حضور نداشت                | حضور نداشت                | حضور نداشت                | حضور نداشت                | حضور نداشت                | حضور نداشت                | ۲             | ۰                                 | ۱                                 | ۱                                 | ۱                                 | ۳                                 |                                   |                                   |
| جام جهانی فوتبال ۲۰۱۸     | حضور نداشت                | حضور نداشت                | حضور نداشت                | حضور نداشت                | حضور نداشت                | حضور نداشت                | حضور نداشت                | حضور نداشت                | ۸             | ۳                                 | ۰                                 | ۵                                 | ۸                                 | ۲۴                                |                                   |                                   |
| جام جهانی فوتبال ۲۰۲۲     | انجام نشده‌است             | انجام نشده‌است             | انجام نشده‌است             | انجام نشده‌است             | انجام نشده‌است             | انجام نشده‌است             | انجام نشده‌است             | انجام نشده‌است             | انجام نشده‌است | انجام نشده‌است                     | انجام نشده‌است                     | انجام نشده‌است                     | انجام نشده‌است                     | انجام نشده‌است                     | انجام نشده‌است                     | انجام نشده‌است                     |
| جام جهانی فوتبال ۲۰۲۶     | انجام نشده‌است             | انجام نشده‌است             | انجام نشده‌است             | انجام نشده‌است             | انجام نشده‌است             | انجام نشده‌است             | انجام نشده‌است             | انجام نشده‌است             | انجام نشده‌است | انجام نشده‌است                     | انجام نشده‌است                     | انجام نشده‌است                     | انجام نشده‌است                     | انجام نشده‌است                     | انجام نشده‌است                     | انجام نشده‌است                     |
| همه                       | بهترین: هیچ               | عنوان ۰                   | –                         | –                         | –                         | –                         | –                         | –                         | ۱۴            | ۳                                 | ۱                                 | ۱۰                                | ۱۰                                | ۴۵                                |                                   |                                   |

### جام ملت‌های آسیا
| رکورد در جام ملت‌های آسیا                     | رکورد در جام ملت‌های آسیا              | رکورد در جام ملت‌های آسیا              | رکورد در جام ملت‌های آسیا              | رکورد در جام ملت‌های آسیا              | رکورد در جام ملت‌های آسیا              | رکورد در جام ملت‌های آسیا              | رکورد در جام ملت‌های آسیا              | رکورد در جام ملت‌های آسیا              |              | رکورد در مسابقات انتخابی جام ملت‌های آسیا | رکورد در مسابقات انتخابی جام ملت‌های آسیا | رکورد در مسابقات انتخابی جام ملت‌های آسیا | رکورد در مسابقات انتخابی جام ملت‌های آسیا | رکورد در مسابقات انتخابی جام ملت‌های آسیا | رکورد در مسابقات انتخابی جام ملت‌های آسیا |              |
| سال                                          | نتایج                                 | جایگاه                                | ب‌اش                                   | ب                                     | ت                                     | ش                                     | گ‌ز                                    | گ‌خ                                    | ب‌اش          | ب                                        | ت                                        | ش                                        | گ‌ز                                       | گ‌خ                                       |                                          |              |
| -------------------------------------------- | ------------------------------------- | ------------------------------------- | ------------------------------------- | ------------------------------------- | ------------------------------------- | ------------------------------------- | ------------------------------------- | ------------------------------------- | ------------ | ---------------------------------------- | ---------------------------------------- | ---------------------------------------- | ---------------------------------------- | ---------------------------------------- | ---------------------------------------- | ------------ |
| جام ملت‌های آسیا ۱۹۵۶                         | وارد نشده‌است                          | وارد نشده‌است                          | وارد نشده‌است                          | وارد نشده‌است                          | وارد نشده‌است                          | وارد نشده‌است                          | وارد نشده‌است                          | وارد نشده‌است                          | وارد نشده‌است | وارد نشده‌است                             | وارد نشده‌است                             | وارد نشده‌است                             | وارد نشده‌است                             | وارد نشده‌است                             | وارد نشده‌است                             | وارد نشده‌است |
| جام ملت‌های آسیا ۱۹۶۰                         | وارد نشده‌است                          | وارد نشده‌است                          | وارد نشده‌است                          | وارد نشده‌است                          | وارد نشده‌است                          | وارد نشده‌است                          | وارد نشده‌است                          | وارد نشده‌است                          | وارد نشده‌است | وارد نشده‌است                             | وارد نشده‌است                             | وارد نشده‌است                             | وارد نشده‌است                             | وارد نشده‌است                             | وارد نشده‌است                             | وارد نشده‌است |
| جام ملت‌های آسیا ۱۹۶۴                         | وارد نشده‌است                          | وارد نشده‌است                          | وارد نشده‌است                          | وارد نشده‌است                          | وارد نشده‌است                          | وارد نشده‌است                          | وارد نشده‌است                          | وارد نشده‌است                          | وارد نشده‌است | وارد نشده‌است                             | وارد نشده‌است                             | وارد نشده‌است                             | وارد نشده‌است                             | وارد نشده‌است                             | وارد نشده‌است                             | وارد نشده‌است |
| جام ملت‌های آسیا ۱۹۶۸                         | وارد نشده‌است                          | وارد نشده‌است                          | وارد نشده‌است                          | وارد نشده‌است                          | وارد نشده‌است                          | وارد نشده‌است                          | وارد نشده‌است                          | وارد نشده‌است                          | وارد نشده‌است | وارد نشده‌است                             | وارد نشده‌است                             | وارد نشده‌است                             | وارد نشده‌است                             | وارد نشده‌است                             | وارد نشده‌است                             | وارد نشده‌است |
| جام ملت‌های آسیا ۱۹۷۲                         | وارد نشده‌است                          | وارد نشده‌است                          | وارد نشده‌است                          | وارد نشده‌است                          | وارد نشده‌است                          | وارد نشده‌است                          | وارد نشده‌است                          | وارد نشده‌است                          | وارد نشده‌است | وارد نشده‌است                             | وارد نشده‌است                             | وارد نشده‌است                             | وارد نشده‌است                             | وارد نشده‌است                             | وارد نشده‌است                             | وارد نشده‌است |
| جام ملت‌های آسیا ۱۹۷۶ to جام ملت‌های آسیا ۱۹۸۴ | واجد شرایط برای حضور در مسابقات نبود. | واجد شرایط برای حضور در مسابقات نبود. | واجد شرایط برای حضور در مسابقات نبود. | واجد شرایط برای حضور در مسابقات نبود. | واجد شرایط برای حضور در مسابقات نبود. | واجد شرایط برای حضور در مسابقات نبود. | واجد شرایط برای حضور در مسابقات نبود. | واجد شرایط برای حضور در مسابقات نبود. |              |                                          |                                          |                                          |                                          |                                          |                                          |              |
| جام ملت‌های آسیا ۱۹۸۸ to جام ملت‌های آسیا ۲۰۰۰ | وارد نشده‌است                          | وارد نشده‌است                          | وارد نشده‌است                          | وارد نشده‌است                          | وارد نشده‌است                          | وارد نشده‌است                          | وارد نشده‌است                          | وارد نشده‌است                          |              |                                          |                                          |                                          |                                          |                                          |                                          |              |
| جام ملت‌های آسیا ۲۰۰۴                         | واجد شرایط برای حضور در مسابقات نبود. | واجد شرایط برای حضور در مسابقات نبود. | واجد شرایط برای حضور در مسابقات نبود. | واجد شرایط برای حضور در مسابقات نبود. | واجد شرایط برای حضور در مسابقات نبود. | واجد شرایط برای حضور در مسابقات نبود. | واجد شرایط برای حضور در مسابقات نبود. | واجد شرایط برای حضور در مسابقات نبود. |              |                                          |                                          |                                          |                                          |                                          |                                          |              |
| جام ملت‌های آسیا ۲۰۰۷ to جام ملت‌های آسیا ۲۰۱۵ | وارد نشده‌است                          | وارد نشده‌است                          | وارد نشده‌است                          | وارد نشده‌است                          | وارد نشده‌است                          | وارد نشده‌است                          | وارد نشده‌است                          | وارد نشده‌است                          |              |                                          |                                          |                                          |                                          |                                          |                                          |              |
| جام ملت‌های آسیا ۲۰۱۹                         | واجد شرایط برای حضور در مسابقات نبود. | واجد شرایط برای حضور در مسابقات نبود. | واجد شرایط برای حضور در مسابقات نبود. | واجد شرایط برای حضور در مسابقات نبود. | واجد شرایط برای حضور در مسابقات نبود. | واجد شرایط برای حضور در مسابقات نبود. | واجد شرایط برای حضور در مسابقات نبود. | واجد شرایط برای حضور در مسابقات نبود. |              |                                          |                                          |                                          |                                          |                                          |                                          |              |
| همه                                          | بهترین: هیچ                           | –                                     | –                                     | –                                     | –                                     | –                                     | –                                     | –                                     |              |                                          |                                          |                                          |                                          |                                          |                                          |              |

### مسابقات فوتبال آسیای مرکزی
| رکورد در جام ملت‌های آسیای مرکزی | رکورد در جام ملت‌های آسیای مرکزی | رکورد در جام ملت‌های آسیای مرکزی | رکورد در جام ملت‌های آسیای مرکزی | رکورد در جام ملت‌های آسیای مرکزی | رکورد در جام ملت‌های آسیای مرکزی | رکورد در جام ملت‌های آسیای مرکزی | رکورد در جام ملت‌های آسیای مرکزی |
| سال                             | نتایج                           | ب‌اش                             | ب                               | ت                               | ش                               | گ‌ز                              | گ‌خ                              |
| ------------------------------- | ------------------------------- | ------------------------------- | ------------------------------- | ------------------------------- | ------------------------------- | ------------------------------- | ------------------------------- |
| ۲۰۱۸                            |                                 |                                 |                                 |                                 |                                 |                                 |                                 |
| همه                             | -                               | -                               | -                               | -                               | -                               | -                               | -                               |

### المپیک تابستانی
تیم‌های رده جوانان از سوی فیفا و کمیته بین‌المللی المپیک مورد حمایت قرار گرفتند و از سال ۱۹۹۲ به بعد تلاش شد که کشورها با تیم‌های زیر ۲۳ سال خود در مسابقات المپیک حضور یابد و هر تیم فقط اجازه حضور ۳ بازیکن بالای ۲۳ سال را دارد.
| فوتبال در بازی‌های المپیک تابستانی                                                                | فوتبال در بازی‌های المپیک تابستانی        | فوتبال در بازی‌های المپیک تابستانی        | فوتبال در بازی‌های المپیک تابستانی        | فوتبال در بازی‌های المپیک تابستانی        | فوتبال در بازی‌های المپیک تابستانی        | فوتبال در بازی‌های المپیک تابستانی        | فوتبال در بازی‌های المپیک تابستانی        |
| سال                                                                                              | نتایج                                    | ب‌اش                                      | ب                                        | ت                                        | ش                                        | گ‌ز                                       | گ‌خ                                       |
| ------------------------------------------------------------------------------------------------ | ---------------------------------------- | ---------------------------------------- | ---------------------------------------- | ---------------------------------------- | ---------------------------------------- | ---------------------------------------- | ---------------------------------------- |
| فوتبال در بازی‌های المپیک تابستانی ۱۹۰۰ تا فوتبال در بازی‌های المپیک تابستانی ۱۹۳۶                 | وارده نشده                               | وارده نشده                               | وارده نشده                               | وارده نشده                               | وارده نشده                               | وارده نشده                               | وارده نشده                               |
| فوتبال در بازی‌های المپیک تابستانی ۱۹۴۸                                                           | مقدماتی                                  | ۱                                        | ۰                                        | ۰                                        | ۱                                        | ۰                                        | ۶                                        |
| فوتبال در بازی‌های المپیک تابستانی ۱۹۵۲                                                           | وارده نشده                               | وارده نشده                               | وارده نشده                               | وارده نشده                               | وارده نشده                               | وارده نشده                               | وارده نشده                               |
| فوتبال در بازی‌های المپیک تابستانی ۱۹۵۶                                                           | کنار کشید                                | کنار کشید                                | کنار کشید                                | کنار کشید                                | کنار کشید                                | کنار کشید                                | کنار کشید                                |
| فوتبال در بازی‌های المپیک تابستانی ۱۹۶۰                                                           | کنار کشید                                | کنار کشید                                | کنار کشید                                | کنار کشید                                | کنار کشید                                | کنار کشید                                | کنار کشید                                |
| فوتبال در بازی‌های المپیک تابستانی ۱۹۶۴ تا فوتبال در بازی‌های المپیک تابستانی ۲۰۰۴ – مسابقات مردان | وارده نشده                               | وارده نشده                               | وارده نشده                               | وارده نشده                               | وارده نشده                               | وارده نشده                               | وارده نشده                               |
| ۲۰۰۸                                                                                             | واجد شرایط برای حضور در این مسابقات نبود | واجد شرایط برای حضور در این مسابقات نبود | واجد شرایط برای حضور در این مسابقات نبود | واجد شرایط برای حضور در این مسابقات نبود | واجد شرایط برای حضور در این مسابقات نبود | واجد شرایط برای حضور در این مسابقات نبود | واجد شرایط برای حضور در این مسابقات نبود |
| فوتبال در بازی‌های المپیک تابستانی ۲۰۱۲ – مسابقات مردان                                           | وارده نشده                               | وارده نشده                               | وارده نشده                               | وارده نشده                               | وارده نشده                               | وارده نشده                               | وارده نشده                               |
| فوتبال در بازی‌های المپیک تابستانی ۲۰۱۶ – مسابقات مردان                                           | واجد شرایط برای حضور در این مسابقات نبود | واجد شرایط برای حضور در این مسابقات نبود | واجد شرایط برای حضور در این مسابقات نبود | واجد شرایط برای حضور در این مسابقات نبود | واجد شرایط برای حضور در این مسابقات نبود | واجد شرایط برای حضور در این مسابقات نبود | واجد شرایط برای حضور در این مسابقات نبود |
| فوتبال در بازی‌های المپیک تابستانی ۲۰۲۰                                                           | تعیین نشده‌است                            | تعیین نشده‌است                            | تعیین نشده‌است                            | تعیین نشده‌است                            | تعیین نشده‌است                            | تعیین نشده‌است                            | تعیین نشده‌است                            |
| همه                                                                                              | بهترین: مقدماتی                          | ۱                                        | ۰                                        | ۰                                        | ۱                                        | ۰                                        | ۶                                        |

### مسابقات آسیایی
از سال ۲۰۰۲ به بعد افغانستان با تیم زیر ۲۳ سال خود در این مسابقات حضور یافت.
| فوتبال در بازی‌های آسیایی      | فوتبال در بازی‌های آسیایی | فوتبال در بازی‌های آسیایی | فوتبال در بازی‌های آسیایی | فوتبال در بازی‌های آسیایی | فوتبال در بازی‌های آسیایی | فوتبال در بازی‌های آسیایی | فوتبال در بازی‌های آسیایی |
| سال                           | نتایج                    | ب‌اش                      | ب                        | ت                        | ش                        | گ‌ز                       | گ‌خ                       |
| ----------------------------- | ------------------------ | ------------------------ | ------------------------ | ------------------------ | ------------------------ | ------------------------ | ------------------------ |
| فوتبال در بازی‌های آسیایی ۱۹۵۱ | جایگاه چهارم             | ۲                        | ۰                        | ۰                        | ۲                        | ۰                        | ۵                        |
| ۱۹۵۴                          | مرحله گروهی              | ۲                        | ۰                        | ۰                        | ۲                        | ۴                        | ۱۲                       |
| ۱۹۵۸ تا ۱۹۹۸                  | وارد نشده‌است             | وارد نشده‌است             | وارد نشده‌است             | وارد نشده‌است             | وارد نشده‌است             | وارد نشده‌است             | وارد نشده‌است             |
| ۲۰۰۲                          | مرحله گروهی              | ۳                        | ۰                        | ۰                        | ۳                        | ۰                        | ۳۲                       |
| ۲۰۰۶                          | وارد نشده                | وارد نشده                | وارد نشده                | وارد نشده                | وارد نشده                | وارد نشده                | وارد نشده                |
| ۲۰۱۰                          | وارد نشده                | وارد نشده                | وارد نشده                | وارد نشده                | وارد نشده                | وارد نشده                | وارد نشده                |
| ۲۰۱۴                          | مرحله گروهی              | ۳                        | ۰                        | ۰                        | ۳                        | ۱                        | ۸                        |
| ۲۰۱۸                          | وارد نشده‌است             | وارد نشده‌است             | وارد نشده‌است             | وارد نشده‌است             | وارد نشده‌است             | وارد نشده‌است             | وارد نشده‌است             |
| همه                           | بهترین: چهارم            | ۱۰                       | ۰                        | ۰                        | ۱۰                       | ۵                        | ۵۷                       |

### چلنج کاپ آسیا (۲۰۰۶–۲۰۱۴)
| رکورد در چلنج کاپ آسیا | رکورد در چلنج کاپ آسیا              | رکورد در چلنج کاپ آسیا              | رکورد در چلنج کاپ آسیا              | رکورد در چلنج کاپ آسیا              | رکورد در چلنج کاپ آسیا              | رکورد در چلنج کاپ آسیا              | رکورد در چلنج کاپ آسیا              |
| سال                    | نتیجه                               | ب‌اش                                 | ب                                   | ت                                   | ش                                   | گ‌ز                                  | گ‌خ                                  |
| ---------------------- | ----------------------------------- | ----------------------------------- | ----------------------------------- | ----------------------------------- | ----------------------------------- | ----------------------------------- | ----------------------------------- |
| چلنج کاپ آسیا ۲۰۰۶     | مرحله گروهی                         | ۳                                   | ۰                                   | ۲                                   | ۱                                   | ۳                                   | ۵                                   |
| چلنج کاپ آسیا ۲۰۰۸     | مرحله گروهی                         | ۳                                   | ۰                                   | ۰                                   | ۳                                   | ۰                                   | ۱۰                                  |
| چلنج کاپ آسیا ۲۰۱۰     | کنار کشید                           | کنار کشید                           | کنار کشید                           | کنار کشید                           | کنار کشید                           | کنار کشید                           | کنار کشید                           |
| چلنج کاپ آسیا ۲۰۱۲     | ّواجد شرایط حضور در این مسابقات نبود | ّواجد شرایط حضور در این مسابقات نبود | ّواجد شرایط حضور در این مسابقات نبود | ّواجد شرایط حضور در این مسابقات نبود | ّواجد شرایط حضور در این مسابقات نبود | ّواجد شرایط حضور در این مسابقات نبود | ّواجد شرایط حضور در این مسابقات نبود |
| چلنج کاپ آسیا ۲۰۱۴     | جایگاه چهارم                        | ۵                                   | ۱                                   | ۲                                   | ۲                                   | ۴                                   | ۴                                   |
| همه                    | بهترین: جایگاه چهارم                | ۱۱                                  | ۱                                   | ۴                                   | ۶                                   | ۷                                   | ۱۹                                  |

### جام ملت‌های جنوب آسیا (۲۰۰۳–۲۰۱۵)
| رکورد در جام ملت‌های جنوب آسیا | رکورد در جام ملت‌های جنوب آسیا | رکورد در جام ملت‌های جنوب آسیا | رکورد در جام ملت‌های جنوب آسیا | رکورد در جام ملت‌های جنوب آسیا | رکورد در جام ملت‌های جنوب آسیا | رکورد در جام ملت‌های جنوب آسیا | رکورد در جام ملت‌های جنوب آسیا |
| سال                           | نتیجه                         | ب‌اش                           | ب                             | ت                             | ش                             | گ‌ز                            | گ‌خ                            |
| ----------------------------- | ----------------------------- | ----------------------------- | ----------------------------- | ----------------------------- | ----------------------------- | ----------------------------- | ----------------------------- |
| ۱۹۹۳ تا ۱۹۹۹                  | وارد نشده‌است                  | وارد نشده‌است                  | وارد نشده‌است                  | وارد نشده‌است                  | وارد نشده‌است                  | وارد نشده‌است                  | وارد نشده‌است                  |
| ۲۰۰۳                          | مرحله گروهی                   | ۳                             | ۰                             | ۰                             | ۳                             | ۰                             | ۶                             |
| ۲۰۰۵                          | مرحله گروهی                   | ۳                             | ۱                             | ۰                             | ۲                             | ۳                             | ۱۱                            |
| ۲۰۰۸                          | مرحله گروهی                   | ۳                             | ۰                             | ۲                             | ۱                             | ۵                             | ۷                             |
| ۲۰۰۹                          | مرحله گروهی                   | ۳                             | ۰                             | ۰                             | ۳                             | ۱                             | ۷                             |
| ۲۰۱۱                          | نایب قهرمان                   | ۵                             | ۳                             | ۱                             | ۱                             | ۱۳                            | ۷                             |
| ۲۰۱۳                          | قهرمان                        | ۵                             | ۴                             | ۱                             | ۰                             | ۹                             | ۱                             |
| ۲۰۱۵                          | نایب قهرمان                   | ۵                             | ۴                             | ۰                             | ۱                             | ۱۷                            | ۳                             |
| همه                           | بهترین: قهرمان                | ۲۷                            | ۱۲                            | ۴                             | ۱۱                            | ۴۸                            | ۴۲                            |

### بازی‌های جنوب آسیا (۲۰۰۴–۲۰۱۰)
| بازی‌های جنوب آسیا | بازی‌های جنوب آسیا    | بازی‌های جنوب آسیا | بازی‌های جنوب آسیا | بازی‌های جنوب آسیا | بازی‌های جنوب آسیا | بازی‌های جنوب آسیا | بازی‌های جنوب آسیا |
| سال               | نتیجه                | ب‌اش               | ب                 | ت                 | ش                 | گ‌ز                | گ‌خ                |
| ----------------- | -------------------- | ----------------- | ----------------- | ----------------- | ----------------- | ----------------- | ----------------- |
| ۱۹۸۴ تا ۱۹۹۹      | وارد نشده‌است         | وارد نشده‌است      | وارد نشده‌است      | وارد نشده‌است      | وارد نشده‌است      | وارد نشده‌است      | وارد نشده‌است      |
| ۲۰۰۴              | مرحله گروهی          | ۳                 | ۰                 | ۰                 | ۳                 | ۱                 | ۷                 |
| ۲۰۰۶              | مرحله گروهی          | ۳                 | ۰                 | ۲                 | ۱                 | ۱                 | ۵                 |
| ۲۰۱۰              | نایب قهرمان          | ۳                 | ۳                 | ۰                 | ۰                 | ۵                 | ۱                 |
| همه               | بهترین: نایب قهرمانی | ۹                 | ۳                 | ۲                 | ۴                 | ۷                 | ۱۳                |

## رکوردها

### بیشترین بازی
| رده | بازیکن              | بازی | گل | دوره      |
| --- | ------------------- | ---- | -- | --------- |
| ۱   | ذهیب اسلام امیری    | ۶۲   | ۶  | ۲۰۰۵–حال  |
| ۲   | فیصل شایسته         | ۵۰   | ۹  | ۲۰۱۴–۲۰۲۳ |
| ۳   | اباسین علی خیل      | ۳۸   | ۰  | ۲۰۱۱–۲۰۲۱ |
| ۳   | جلال الدین شریعتیار | ۳۸   | ۱  | ۲۰۰۷–۲۰۱۵ |
| ۵   | مصطفی حدید          | ۳۶   | ۱  | ۲۰۰۹–۲۰۱۸ |
| ۶   | احمد حتیفی          | ۳۴   | ۴  | ۲۰۱۱–۲۰۱۶ |
| ۷   | اویس عزیزی          | ۳۶   | ۰  | ۲۰۱۵–۲۰۲۳ |
| ۸   | نورالله امیری       | ۳۱   | ۴  | ۲۰۱۵–حال  |
| ۸   | زبیر امیری          | ۳۱   | ۴  | ۲۰۱۱–۲۰۲۳ |
| ۸   | محمد مشرقی          | ۳۰   | ۲  | ۲۰۱۱–۲۰۱۴ |
| ۹   | امید پوپلزی         | ۳۰   | ۴  | ۲۰۱۵–۲۰۲۳ |
| ۱۰  | فرشاد نور           | ۲۷   | ۵  | ۲۰۱۶-حال  |
| ۱۰  | حشمت الله بارکزی    | ۲۷   | ۵  | ٢٠١۴-۲۰۰۷ |

### بهترین گلزنان
| رده | بازیکن           | گل | بازی | میانگین | دوره      |
| --- | ---------------- | -- | ---- | ------- | --------- |
| ۱   | بلال آرزو        | ۹  | ۲۶   | ۰٫۳۵    | ۲۰۱۱–۲۰۱۷ |
| ۱   | فیصل شایسته      | ۹  | ۵۰   | ۰٫۱۸    | ۲۰۱۴–حال  |
| ۳   | خیبر امانی       | ۷  | ۲۱   | ۰٫۳۳    | ۲۰۱۵–حال  |
| ۴   | سنجر احمدی       | ۶  | ۲۲   | ۰٫۲۷    | ۲۰۱۱–۲۰۱۵ |
| ۴   | ذهیب اسلام امیری | ۶  | ۶۲   | ۰٫۱     | ۲۰۰۶–حال  |
| ۶   | حشمت الله بارکزی | ۵  | ۲۷   | ۰٫۱۹    | ۲۰۰۷–۲۰۱۴ |
| ۶   | فرشاد نور        | ٥  | ٢٧   | ۰,١٩    | ٢٠١۶-حال  |
| ۸   | امرالدین شریفی   | ۴  | ۲۴   | ۰٫۱۳    | ۲۰۱۳–حال  |
| ۸   | امید پوپلزی      | ۴  | ۳۰   | ۰٫۱۳    | ۲۰۱۵–حال  |
| ۸   | نورالله امیری    | ۴  | ۳۱   | ۰٫۱۳    | ۲۰۱۵–حال  |
| ۸   | زبیر امیری       | ۴  | ۳۱   | ۰٫۱۳    | ۲۰۱۱–حال  |
| ۸   | احمد حتیفی       | ۴  | ۳۴   | ۰٫۱۲    | ۲۰۱۱–۲۰۱۶ |

## بازیکنان

### بازیکنان کنونی
اسامی بازیکنان زیر در فهرست تیم ملی برای مرحله مقدماتی جام جهانی فوتبال ۲۰۲۶ بازی های دربرابر  قطر و  کویت میان ۶ تا ۱۱ ژوئن ۲۰۲۴ قرار گرفته‌اند.
- بازی های ملی و گل ها از تاریخ ۲۶ مارس ۲۰۲۴ پس از بازی با  هند است.[۲]

| ش. | پست       | بازیکن                | ت‌ت (سن)                 | بازی | گل | باشگاه             |
| -- | --------- | --------------------- | ----------------------- | ---- | -- | ------------------ |
| ۱  | دروازه‌بان | اویس عزیزی            | ۲۹ ژانویهٔ ۱۹۹۲ ‏(۳۳ سال) | 42   | 0  | هیلرود             |
| ۲۲ | دروازه‌بان | گلالی رحیمی           | ۳۰ ژوئن ۱۹۹۶ ‏(۲۹ سال)   | 0    | 0  | ابومسلم            |
| ۲۳ | دروازه‌بان | کیوان متقیان          | ۱۶ نوامبر ۲۰۰۲ ‏(۲۲ سال) | 0    | 0  | پاری سن–ژرمن       |
| ۲۱ | دروازه‌بان | فیصل سعیدخیل          | ۱۹ فوریهٔ ۲۰۰۵ ‏(۲۰ سال)  | 0    | 0  | صرافان             |
|    |           |                       |                         |      |    |                    |
| ۴  | مدافع     | ذهیب اسلام امیری      | ۱۵ فوریهٔ ۱۹۹۰ ‏(۳۵ سال)  | 68   | 6  | بلینویل            |
|    | مدافع     | شریف محمد             | ۲۱ مارس ۱۹۹۰ ‏(۳۵ سال)   | 30   | 3  | بازیکن آزاد        |
|    | مدافع     | محبوب حنیفی           | ۲۲ مارس ۱۹۹۷ ‏(۲۸ سال)   | 11   | 0  | اتک انرژی          |
| ۱۲ | مدافع     | نجیم حیدری            | ۲۲ دسامبر ۱۹۹۹ ‏(۲۵ سال) | 10   | 0  | گپل                |
| ۶  | مدافع     | حبیب‌اللّٰه عسکر         | ۹ اوت ۱۹۹۹ ‏(۲۶ سال)     | 4    | 0  | اتویبرگ            |
| ۲  | مدافع     | سیَر سادات             | ۲۱ اوت ۲۰۰۳ ‏(۲۱ سال)    | 1    | 0  | بلینویل            |
| ۵  | مدافع     | حمید آرزو             | ۱۷ فوریهٔ ۱۹۹۶ ‏(۲۹ سال)  | 0    | 0  | تروما              |
|    |           |                       |                         |      |    |                    |
| ۱۹ | هافبک     | امید پوپلزی           | ۲۵ ژانویهٔ ۱۹۹۶ ‏(۲۹ سال) | 41   | 6  | پی‌اس‌پی‌اس پنکابارو  |
| ۱۴ | هافبک     | ذوالفقار نظری         | ۱ ژانویهٔ ۱۹۹۵ ‏(۳۰ سال)  | 15   | 1  | سنت آلبانز         |
| ۱۱ | هافبک     | توفی اسکندری          | ۲ آوریل ۱۹۹۹ ‏(۲۶ سال)   | 9    | 0  | بازیکن آزاد        |
| ۷  | هافبک     | مصور احدی             | ۸ مارس ۲۰۰۰ ‏(۲۵ سال)    | 7    | 0  | بازیکن آزاد        |
| ۸  | هافبک     | رحمت اکبری            | ۲۲ ژوئن ۲۰۰۰ ‏(۲۵ سال)   | 5    | 1  | Torpedo Kutaisi    |
| ۱۶ | هافبک     | جمشید اچکزی           | ۹ اکتبر ۱۹۹۷ ‏(۲۷ سال)   | 4    | 0  | Lunds              |
|    | هافبک     | Mohammad Naeem Rahimi | ۴ آوریل ۱۹۹۴ ‏(۳۱ سال)   | 3    | 0  | Kingston City      |
|    | هافبک     | Yama Sherzad          | ۱ ژانویهٔ ۲۰۰۱ ‏(۲۴ سال)  | 3    | 0  | Breitenrain        |
|    |           |                       |                         |      |    |                    |
|    | مهاجم     | Balal Arezou          | ۲۸ دسامبر ۱۹۸۸ ‏(۳۶ سال) | 28   | 9  | Trauma             |
|    | مهاجم     | Jabar Sharza          | ۶ آوریل ۱۹۹۴ ‏(۳۱ سال)   | 15   | 4  | Free agent         |
|    | مهاجم     | Omid Musawi           | ۱ ژانویهٔ ۲۰۰۱ ‏(۲۴ سال)  | 9    | 0  | Para Hills Knights |
|    | مهاجم     | Fareed Sadat          | ۲۰ نوامبر ۱۹۹۸ ‏(۲۶ سال) | 7    | 0  | PSKC Cimahi        |
|    | مهاجم     | Hossein Zamani        | ۲۳ نوامبر ۲۰۰۲ ‏(۲۲ سال) | 3    | 1  | Gioiese            |
|    | مهاجم     | Sayed Fatemi          | ۸ ژانویهٔ ۱۹۹۹ ‏(۲۶ سال)  | 1    | 0  | Preston Lions      |
|    | مهاجم     | Sayeed Reza Hussaini  | ۱ ژانویهٔ ۱۹۸۸ ‏(۳۷ سال)  | 0    | 0  | Para Hills Knights |

1. ↑  "Latest Squad". Facebook. Afghanistan Football Federation.
2. ↑  "Afghanistan". National Football Teams. Retrieved 10 November 2023.